# Warren William
Warren William (2 de diciembre de 1894-24 de septiembre de 1948) fue un actor teatral y cinematográfico estadounidense.

## Biografía
Su verdadero nombre era Warren William Krech, y nació en Aitkin, Minnesota. Estudió en la American Academy of Dramatic Arts. Tras viajar desde Broadway a Hollywood en la época del cine mudo, alcanzó su cima como intérprete  en filmes de los primeros años de la década de 1930, anteriores al Código Hays. Fue artista contratado de la compañía Warner Bros., y conocido por interpretar a hombres de negocio y abogados inmorales, así como a otros personajes sin escrúpulos, incluyendo a Sam Spade (renombrado "Ted Shane") en una versión de El halcón maltés llamada Satan Met a Lady (1936), con Bette Davis. 
Sin embargo, también interpretó a personajes favorables, como en Imitation of Life (1934), film en el que era el enamorado de Claudette Colbert. También rodó junto a Colbert Cleopatra (1934), película de Cecil B. DeMille en la que él era Julio César. Además, fue D'Artagnan en la película de 1939 The Man in the Iron Mask, dirigida por James Whale.
William fue el primero en interpretar en la gran pantalla a Perry Mason, personaje creado por Erle Stanley Gardner, trabajando en cuatro títulos con el mismo. También fue el reformado ladrón de joyas The Lone Wolf para Columbia Pictures, con un film llamado The Lone Wolf Spy Hunt (1939), con Ida Lupino y Rita Hayworth. Así mismo fue el detective Philo Vance en los filmes The Dragon Murder Case (1934) y The Gracie Allen Murder Case (1939), con Gracie Allen.  
William falleció en 1948 en Hollywood, California, a causa de un mieloma múltiple. Fue incinerado, y sus cenizas esparcidas en el Long Island Sound.
Por su contribución a la industria cinematográfica tiene una estrella en el Paseo de la Fama de Hollywood, en el 1551 de Vine Street.

## Filmografía
- The Town that Forgot God (1922)
- Plunder (1923)
- Twelve Miles Out, sin créditos (1927)
- Honor of the Family (1931)
- Expensive Women (1931)
- Under Eighteen (1932)
- The Woman from Monte Carlo (1932)
- Beauty and the Boss (1932)
- The Mouthpiece (1932)
- The Dark Horse (1932)
- Skyscraper Souls (1932)
- Tres vidas de mujer (Three on a Match, 1932)
- The Match King (1932)
- Employees' Entrance (Entrada de empleados) (1933)
- The Mind Reader (El adivino) (1933)
- Gold Diggers of 1933 (Vampiresas 1933) (1933)
- Goodbye Again (1933)
- Lady for a Day (Dama por un día) (1933)
- Bedside (1934)
- Upperworld (Gente de arriba) (1934)
- Smarty (1934)
- Dr. Monica (1934)
- The Dragon Murder Case (1934) como Philo Vance
- The Case of the Howling Dog (1934) como Perry Mason
- Cleopatra (1934)
- Imitation of Life (Imitación de la vida) (1934)
- The Secret Bride (La novia secreta) (1934)
- Living on Velvet (La vida es sabrosa) (1935)
- The Case of the Curious Bride (1935) como Perry Mason
- Don't Bet on Blondes (1935)
- The Case of the Lucky Legs (1935) como Perry Mason
- The Widow from Monte Carlo (1935)
- Times Square Playboy (1936)
- Satan Met a Lady (1936)
- The Case of the Velvet Claws (1936) como Perry Mason
- Stage Struck (1936)
- Go West, Young Man (1936)
- Outcast (1937)
- Midnight Madonna (1937)
- The Firefly (1937)
- Madame X (1937)
- Arsène Lupin (1938)
- The First Hundred Years (1938)
- Wives Under Suspicion (El beso revelador) (1938)
- The Lone Wolf Spy Hunt (1939) como The Lone Wolf
- The Gracie Allen Murder Case (1939) como Philo Vance
- The Man in the Iron Mask (1939)
- Day-Time Wife (Tejados de vidrio) (1939)
- The Lone Wolf Meets a Lady (1940) como The Lone Wolf
- The Lone Wolf Strikes (1940) como The Lone Wolf
- Lillian Russell (1940)
- Trail of the Vigilantes (La senda de los héroes) (1940)
- Arizona (1940)
- The Lone Wolf Keeps a Date (1941) como The Lone Wolf
- The Lone Wolf Takes a Chance (1941) como The Lone Wolf
- Wild Geese Calling (Vidas sin rumbo) (1941)
- Secrets of the Lone Wolf (1941) como The Lone Wolf
- El hombre lobo (1941)
- Wild Bill Hickok Rides (1942)
- Counter-Espionage (1942) como The Lone Wolf
- One Dangerous Night (1943) como The Lone Wolf
- Passport to Suez (1943) como The Lone Wolf
- Strange Illusion (1945)
- Fear (1946)
- The Private Affairs of Bel Ami (1947)